# Muscat
Muscat eller Muskat (Masqat) er Omans hovedstad og har 880.000 indbyggere. Byen dækker et område på hele 1500 km². Den består af flere oprindeligt mindre landsbyer, der nu er vokset sammen. Fra syd mod nord hedder de: Muscat, Muttrah, Ruwi, Darsayt, Qurum, Al Khuwair, Athaiba og Gubra og ligger stort set som perler på en snor op langs kysten. Andre bydele er Madinat Al Qaboos, der er etableret primært til expat befolkningen, Al Sarooj og Wadi Al Kabir, som er præget af mangfoldige værksteder og mindre industri. Den internationale lufthavn ligger nord for byen i et område der hedder Seeb. Den største og mest traditionelle souk ligger i Mutrah og består af både en overdækket del og en del der ligger som en myriade af små stræder og snørklede stier bag ved den overdækkede del. Også andre bydele har souk-lignende områder, men her er der mere tale om koncentrerede handelsstrøg med masser af små og større forretninger og restauranter. I Al Sarooj finder man bl.a. en biograf, der viser internationale film. Byen har et mangfoldigt udbud af restauranter – mange indiske og libanesiske og så er de fleste større amerikanske fastfood-kæder repræsenteret. Også den franske supermarkedskæde Carrefour er der med to store supermarkeder, et i Qurum og et i Seeb.